# 김자지 선생 묘
김자지 선생 묘는 대한민국 경기도 양평군 강하면 왕창리에 있다. 1987년 11월 26일 양평군의 향토유적 제30호로 지정되었다.

## 개요
정부인(貞夫人) 평양조씨(平壤趙氏)와 쌍분(雙墳)으로 조성되어 있는데, 봉분의 규모는 높이 140㎝, 둘레 11.4m이다. 묘 앞에는 묘비를 비롯하여 상석, 향로석, 망주석, 등의 석물을 갖추고 있다. 비의 규모는 높이 145㎝, 폭 56㎝, 두께 28㎝이다. 비의 전면에는 '정헌대부 형조판서 증익문청 김공자지지묘 쌍절정부인평양조씨부좌'(正憲大夫 刑曹判書 贈諡文靖 金公自知之墓 雙節貞夫人平壤趙氏부左)라 음각되어 있다. 김자지(金自知, 1367~1435)는 고려말 조선 초기의 문신으로 호는 일계(逸溪), 자는 원명(元明), 밀직제학(密直堤學) 도(濤)의 장자로 김여지(金汝知)의 형이다.

## 같이 보기
- 김자지
- 김여지 선생 묘 - 양평군 향토유적 제4호